# Tornlusern
Tornlusern (Medicago truncatula) är en ärtväxtart som beskrevs av Joseph Gaertner. Enligt Catalogue of Life ingår Tornlusern i släktet luserner och familjen ärtväxter, men enligt Dyntaxa är tillhörigheten istället släktet luserner och familjen ärtväxter. Arten förekommer tillfälligt i Sverige, men reproducerar sig inte. Inga underarter finns listade i Catalogue of Life.

## Bildgalleri

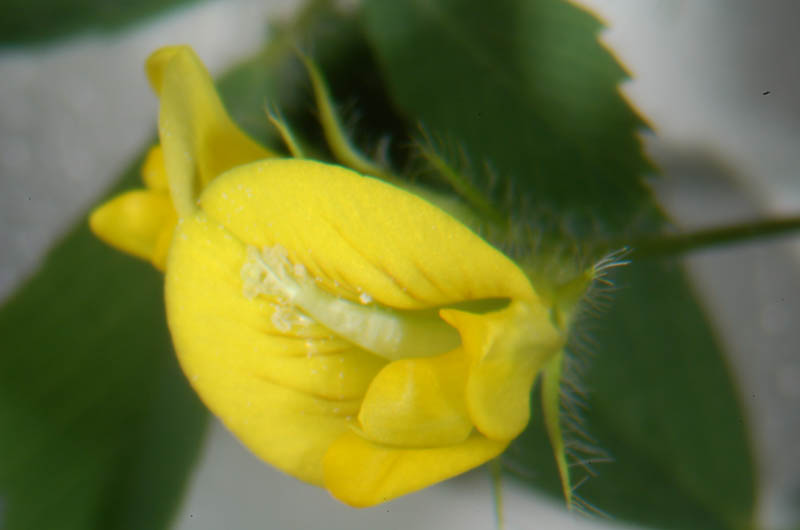
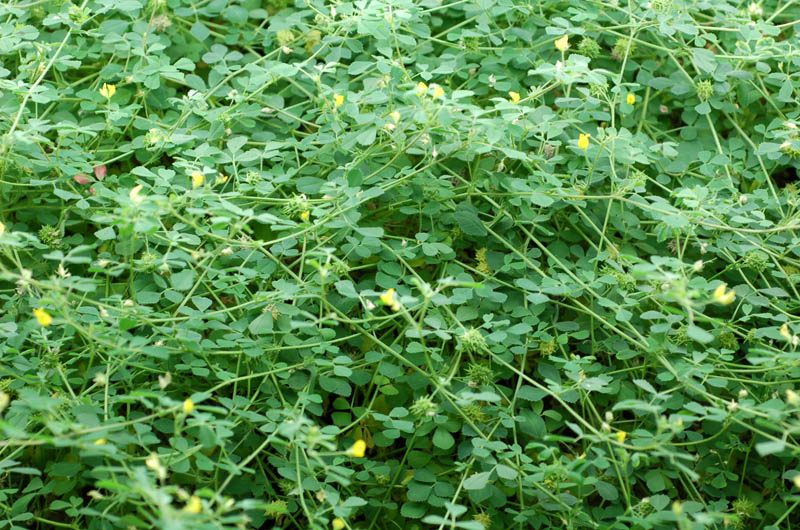
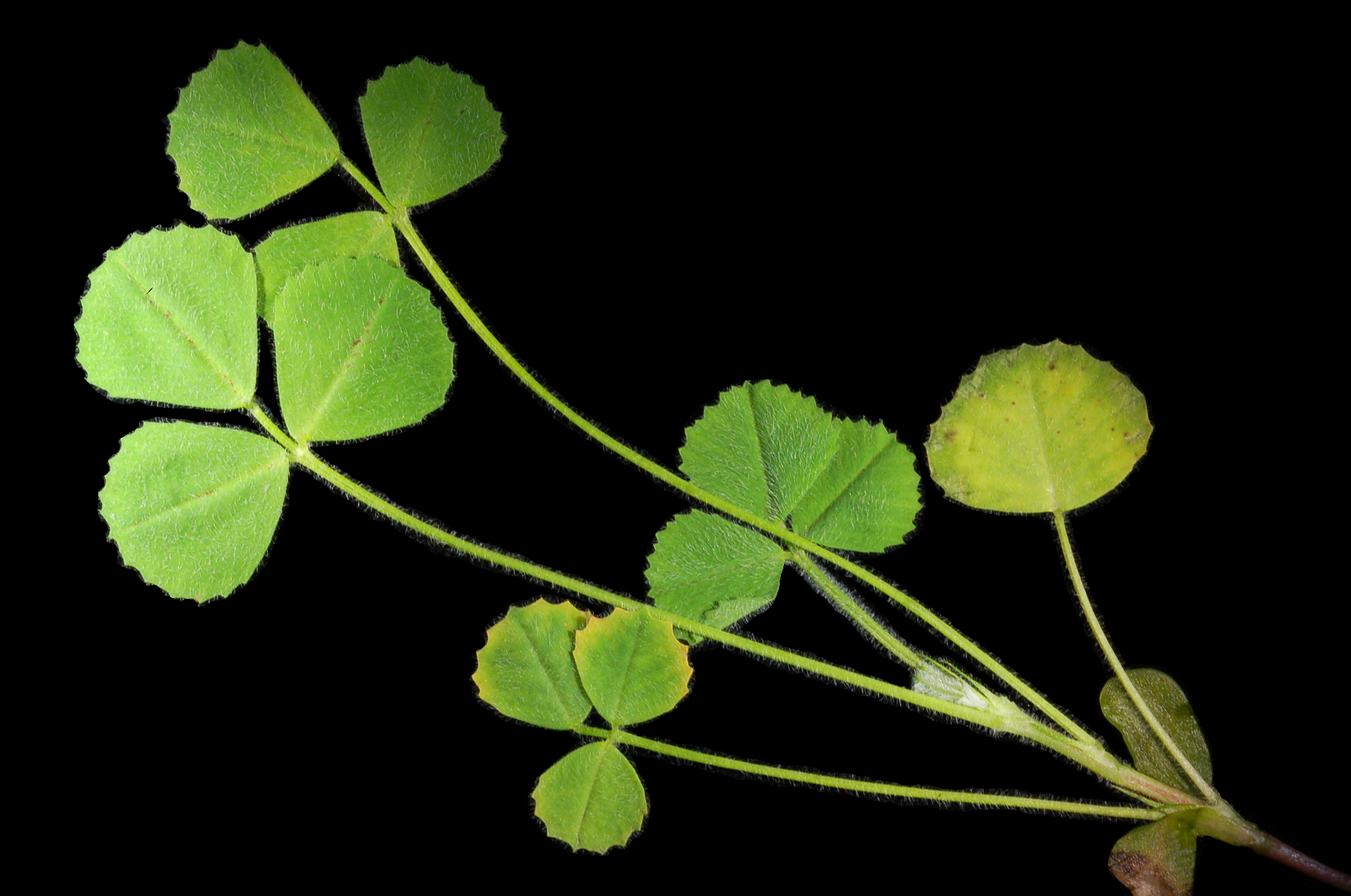
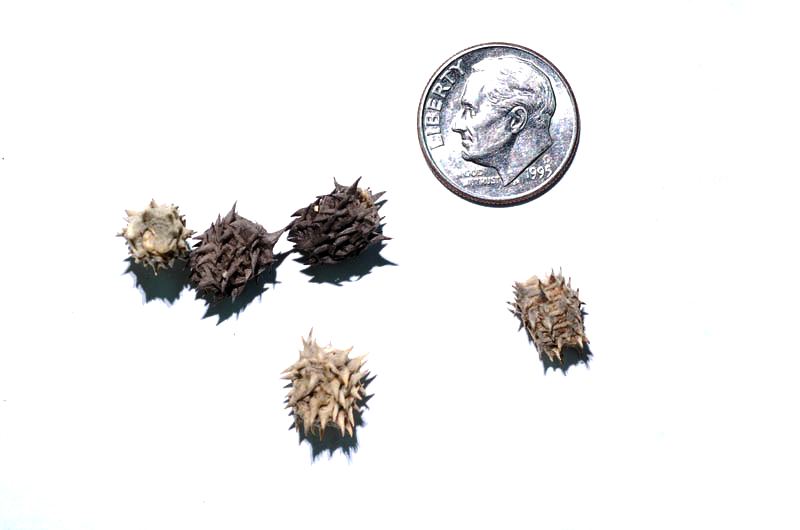
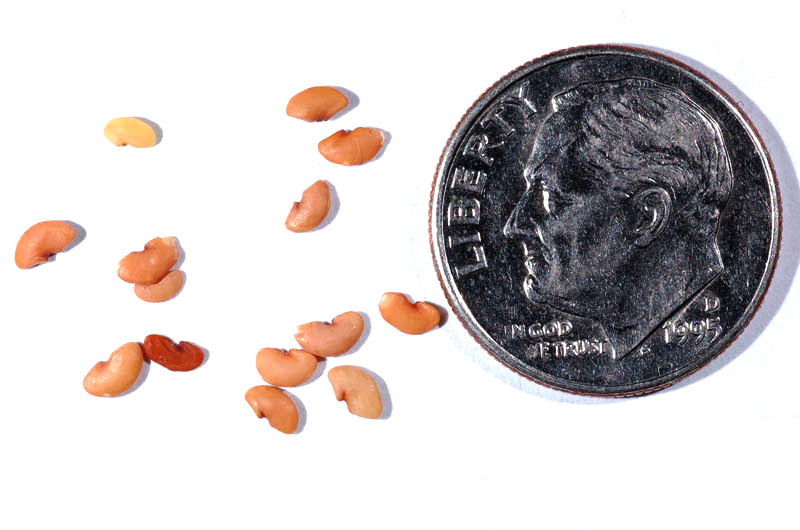
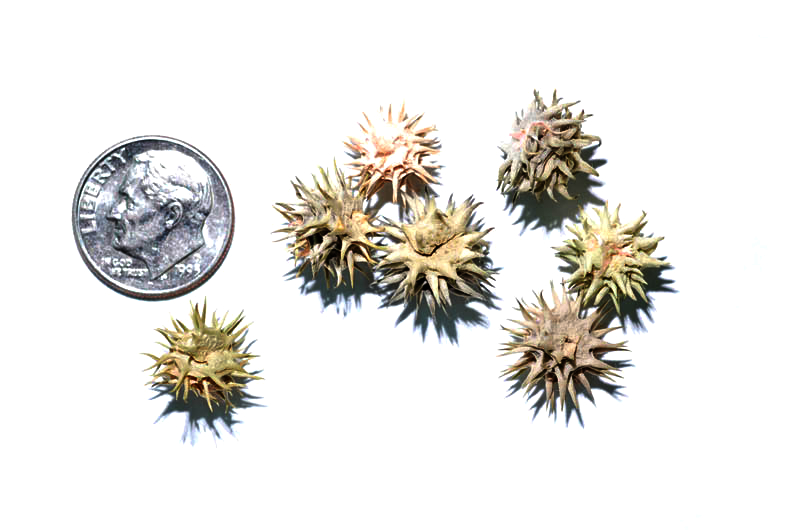